# FV430

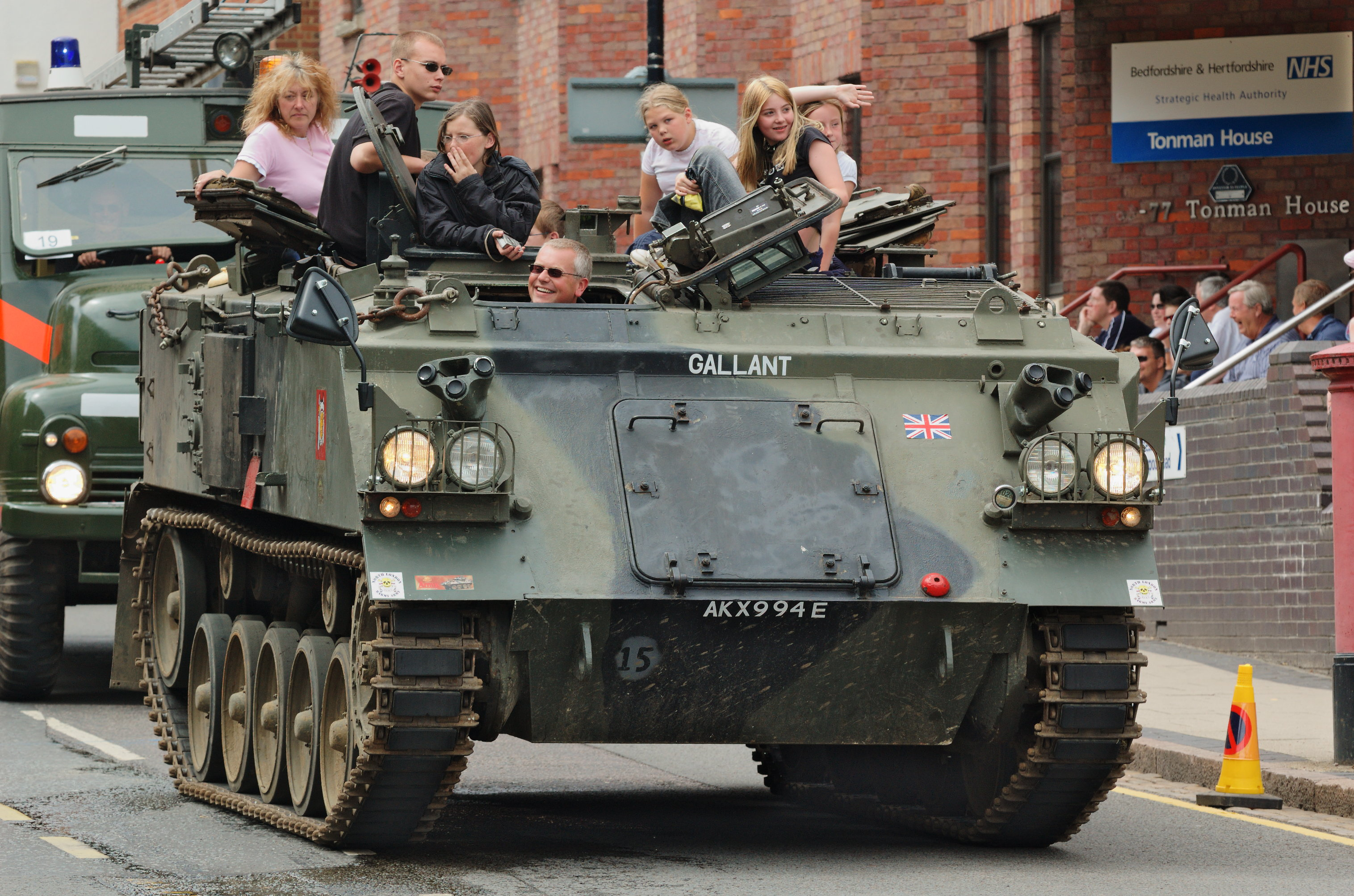
Transporter opancerzony FV432 Trojan

FV430 – seria brytyjskich wozów bojowych używanych przez British Army, zbudowanych na wspólnym podwoziu. Podstawowym pojazdem z serii jest transporter opancerzony FV432.
Pojazdy serii FV430, służące w armii od lat 60. XX wieku, pozostają w służbie do dziś pomimo wprowadzenia nowocześniejszych pojazdów z rodziny CVR(T) oraz Warrior.
Większość pojazdów FV430 uzbrojona jest w karabiny maszynowe L7 GPMG lub Bren. oraz wyposażona w wyrzutniki granatów dymnych.

## Wersje
- FV431 Load Carrier - pojazd transportowy (prototyp)
- FV432 Trojan - transporter opancerzony
- FV432 Ambulance - ambulans
- FV432 Barmine - ustawiacz min L9 Bar Mine
- FV432 Giant Viper - pojazd rozminowujący
- FV432 Milan - rakietowy niszczyciel czołgów wyposażony w wyrzutnię ppk Milan
- FV432 Ranger - ustawiacz min L10 Ranger
- FV432 Wombat - niszczyciel czołgów wyposażony w działo bezodrzutowe L6 Wombat
- FV432 - platforma radaru krótkiego zasięgu Marconi ZB 298
- FV433 Abbot - działo samobieżne
- FV434 Maintenance Carrier - wóz zabezpieczenia technicznego
- FV435 Wavell - wóz łączności
- FV436 - platforma radaru rozpoznania artyleryjskiego Cymbeline
- FV437 Pathfinder - pływający transporter opancerzony
- FV438 Swingfire - rakietowy niszczyciel czołgów wyposażony w wyrzutnię ppk Swingfire
- FV439 Signals Vehicle - wóz łączności
- FV430 Mk.3 Bulldog - transporter opancerzony